# Armazi

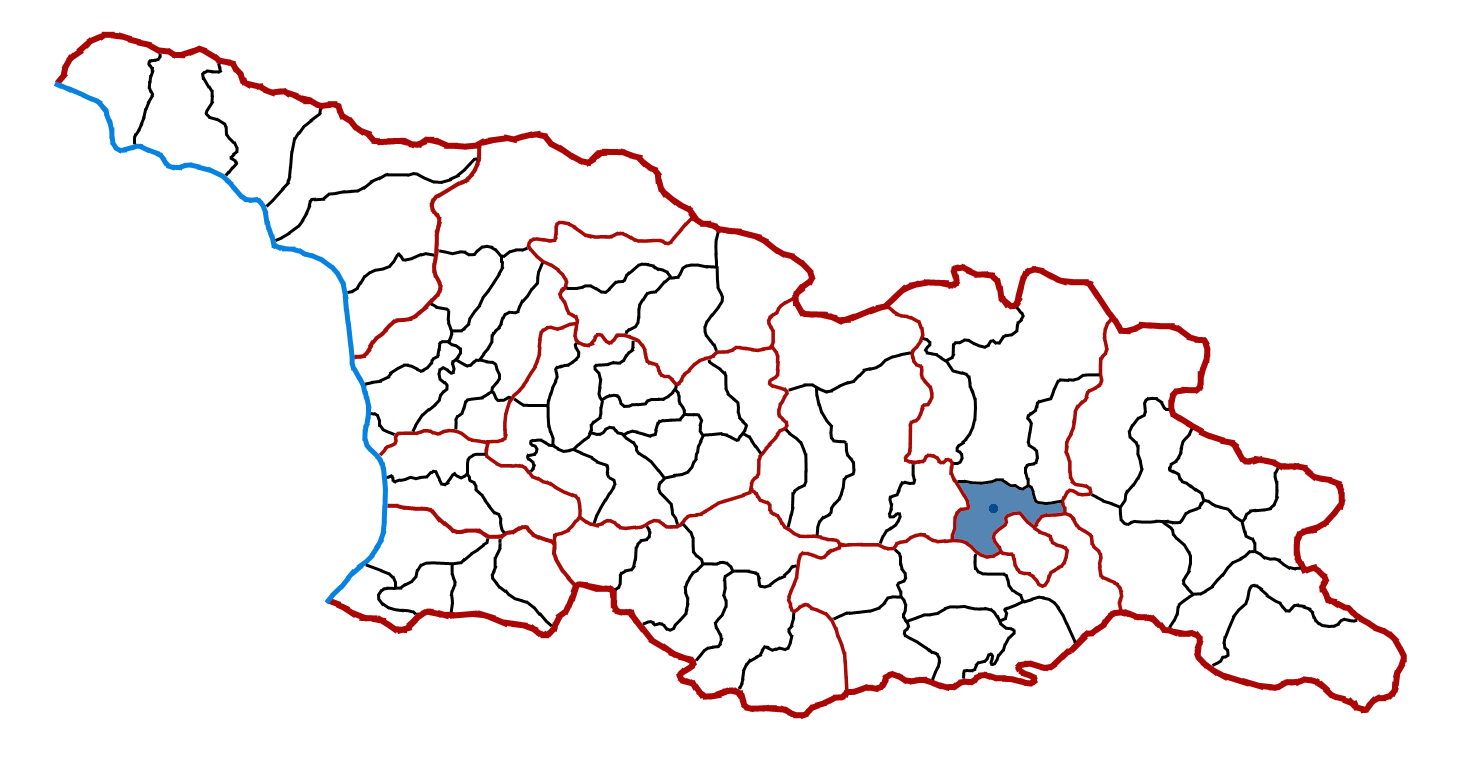
Carte du district de Mtskheta, où se trouve Armazi.

Armazi (en géorgien : არმაზი) est une localité en Géorgie, située 2 km au nord-ouest de Mtskheta et 22 km  au nord de Tbilissi. En tant que partie historique du Grand Mtskheta, Armazi est un endroit où l'antique ville homonyme, la première capitale de l'ancien royaume d'Ibérie, était construite. Florissant particulièrement aux premiers siècles de notre ère, elle est détruite par l'invasion arabe des années 730.

## Archéologie
Des travaux d'excavations mineurs sur le territoire d'Armazi entreprises en 1890 ont révélé le socle des murs de la ville en adobe avec des marches en pierre et ont nettoyé une structure à deux chambres dans laquelle les fragments d'un torse d'une femme du Ier siècle furent découverts. De 1943 à 1948, d'importantes fouilles sont organisées sous la supervision d'Andria Apakidze de l'Académie géorgienne des Sciences, fouilles reprises en 1985 et continuant jusqu'à aujourd'hui. Celles-ci ont démontré que les murs d'adobe de la ville et les tours construites sur un socle de pierre taillée durant la première moitié du Ier siècle entouraient le sommet de la colline et le flanc de cette dernière faisant face à la Koura, soit une superficie de 30 ha. Le sol au sein des murs était terrassés et diverses constructions furent édifiées sur ces terrasses.
Les trois principales couches culturelles d'Armazi ont été identifiées comme suit : la plus ancienne date du IVe au IIIe siècle av. J.-C. (Armazi I), la médiane s'étend du IIIe au Ier siècle av. J.-C. (Armazi II) et la plus récente structure va du Ier au VIe siècle de notre ère (Armazi III). Armazi I est constituée de blocs massifs de pierre formant une base imprenable mais se finissent par une moins durable brique d'argile ; la structure contient aussi un grand hall de six colonnes avec un plafond carrelé. Armazi II est noté pour avoir un temple avec une abside. Armazi III est la plus riche couche construite sur des blocs de pierre coupés de manière élégante, joints à l'aide d'un mortier de chaux et de pinces métalliques. Parmi les structures survivantes de la période se trouvent un palais royal, plusieurs tombes richement décorées, des bains publics et un petit mausolée en pierre.
La région est désormais un musée de terrain protégé par l'État et administré en tant que partie du Musée nationale d'Archéologie-Réserve du Grand Mtskheta.

## Histoire

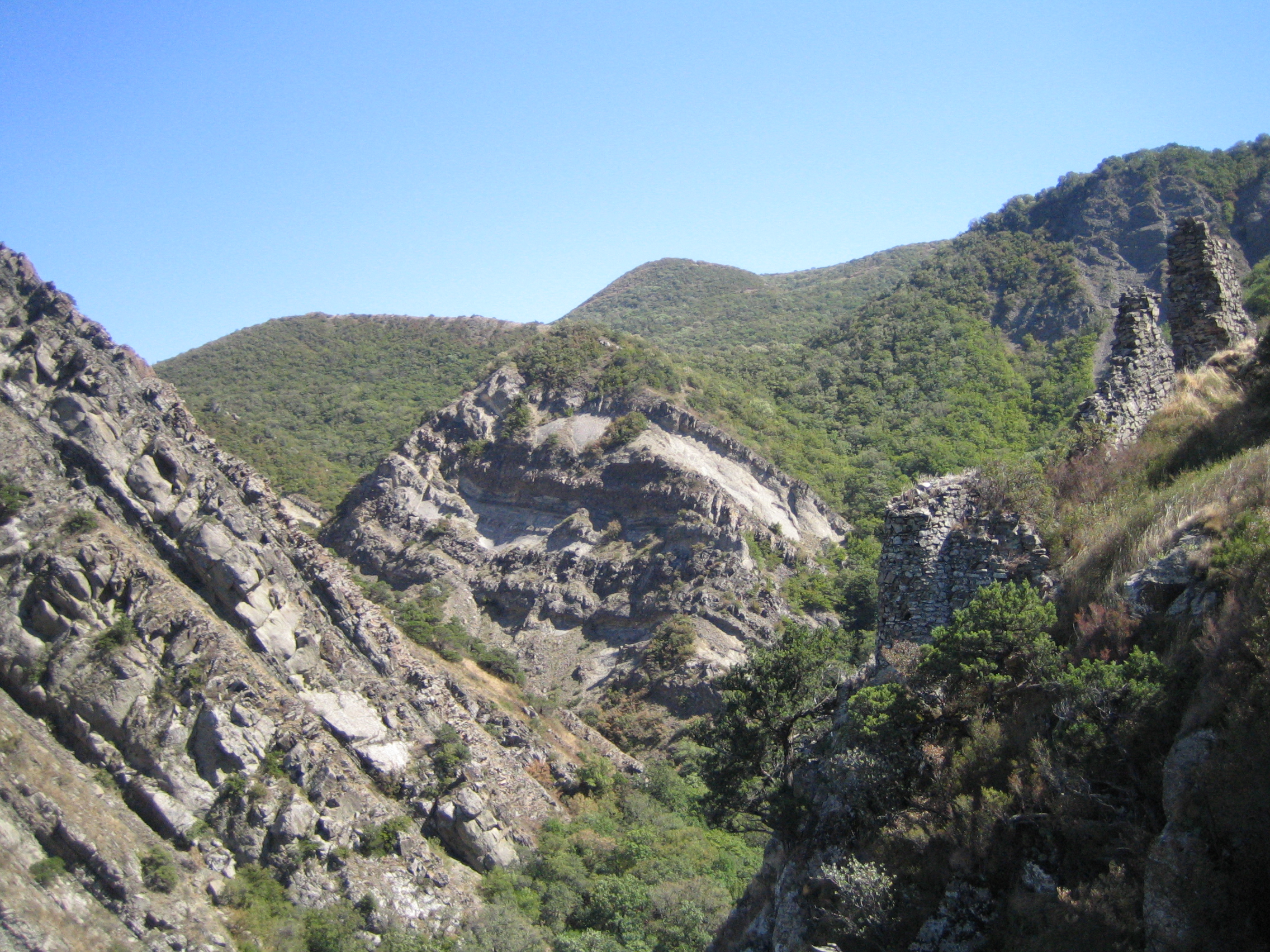
Ruines de la citadelle d'Armazi

Les preuves archéologiques attestent que l'ancienne Armazi était bien plus étendue qu'elle ne l'est de nos jours. La situation stratégique d'Armazi était dictée par son accès proche de la Passe de Darial, la principale route traversant le Grand Caucase, via laquelle les Scythes envahirent le Moyen-Orient antique.
Le nom de la ville est de son acropole dominante, l'Armazistsikhe (littéralement, « Citadelle d'Armazi » ; არმაზციხე), est traditionnellement considéré comme dérivant d'Armazi, la principale divinité du panthéon païen ibère. Le nom apparaît pour la première fois dans les annales géorgiennes du Haut Moyen Âge, mais il est sûrement bien plus vieux, étant retransmis dans les noms classiques Armastica ou Harmozica de Strabon, Pline l'Ancien, Ptolémée et Dion Cassius. D'après une ancienne collection de chroniques médiévales géorgiennes, Armazistsikhe est fondée au IIIe siècle av. J.-C. par le roi semi-légendaire Pharnabaze Ier d'Ibérie dans une localité jusque-là connue sous le nom de « Karthli ». Cette forteresse s'élevait sur le Mont Baguineti, sur la rive droite de la Koura, en son confluent avec l'Aragvi. L'autre citadelle, Tsitsamouri (წიწამური), ou Sevsamora selon les auteurs classiques, s'élevait alors juste en face, sur la rive gauche de l'Aragvi et contrôlait la route menant au Mont Kazbek.
Même après l'avènement de Mtskheta comme capitale de l'Ibérie, Armazi reste la ville sainte du paganisme ibère et l'une des défenses de Mtskheta. La forteresse est prise par le général romain Pompée le Grand lors de sa campagne de -65 contre le roi Artocès Ier. Une structure ruinée sur la Koura date de ce temps et est encore nommée le « Pont de Pompée ». L'apogée d'Armazi arrive avec l'alliance de l'Ibérie et des empereurs romains. Une stèle de pierre découverte à Armazi en 1867 rapporte que l'empereur Vespasien fortifie Armazi pour son allié, le roi Mithridate Ier en 75. Ce mur de défense construit dans une position unique était alors destiné à bloquer la Passe de Darial avant que celle-ci ne s'élargisse vers la plaine de l'actuelle Tbilissi, comme une mesure préventive contre les Alains, qui organisent alors des raids saisonniers sur les frontières romaines à partir du Caucase.
Durant la seconde période, Armazi était gouvernée par un pitiakhch héréditaire, dont le rôle est l'équivalent de celui d'un vice-roi ou d'un satrape et qui occupe la seconde position dans la hiérarchie ibère, juste après le roi. Les excavations de la nécropole héréditaire de cette dynastie ont découvert les portraits de deux de ces vice-rois : Asparoukh (probablement contemporain de l'empereur Hadrian, 117-138) et Zevakh (vers 150) ; un rare exemple de portraits authentiques géorgiens de la période pré-chrétienne. Des inscriptions araméennes d'Armazi mentionnent également un « faiseur de rois » et seigneur local.

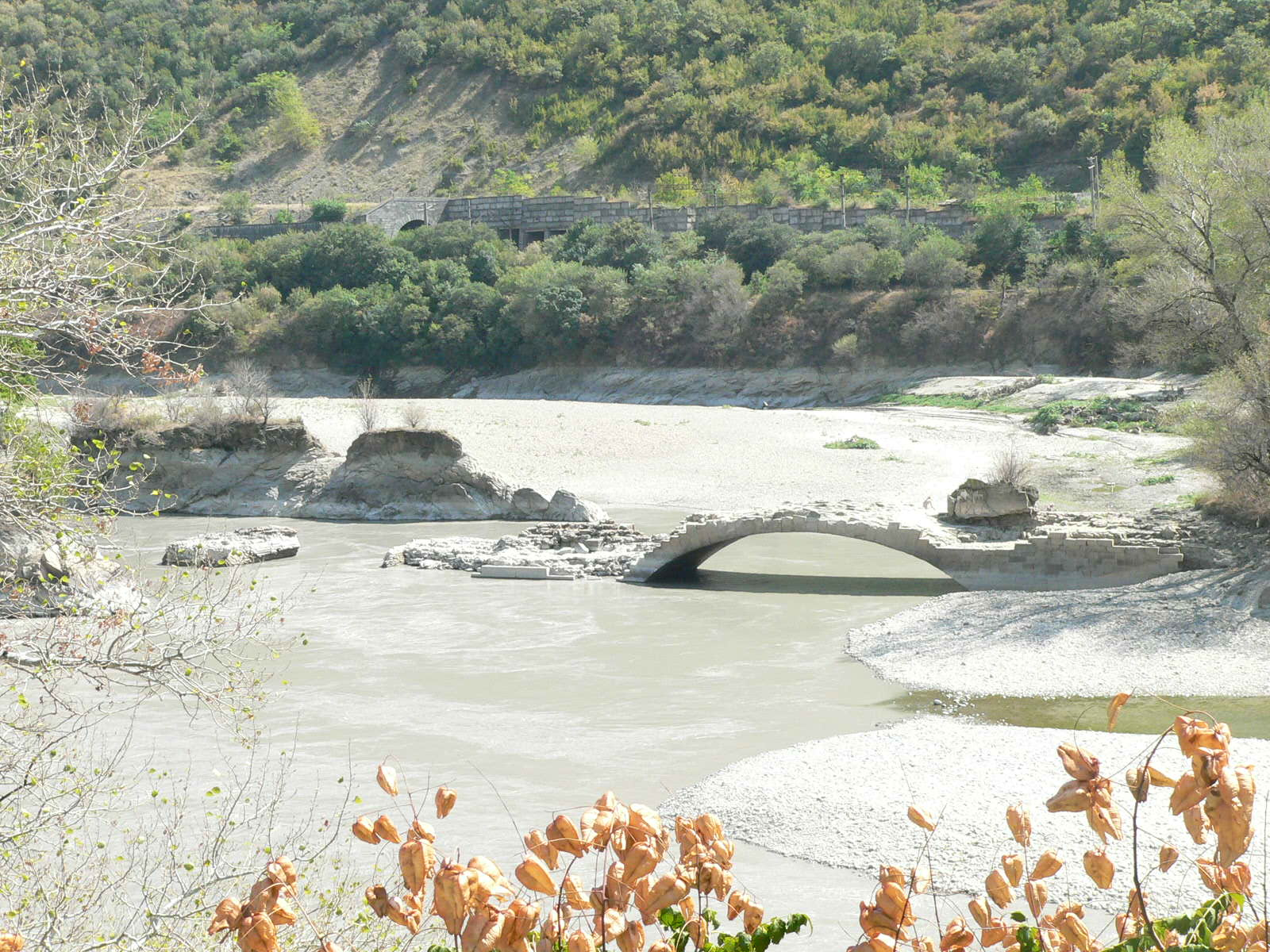
Ruines du Pont de Pompée

Armazi joue un rôle central dans l'ancienne vie culturelle géorgienne et dans l'évolution de l'épigraphie locale à travers la Géorgie, avant l'invention de l'alphabet géorgien au IV-Ve siècle. Parmi les quelques curieuses inscriptions trouvées à Armazi, la plus importante est le « bilingue d'Armazi », stèle funéraire gréco-araméenne commémorant la noble Serapita. Elle contient une version unique de l'alphabet araméen qui deviendra connue sous le nom de « Script d'Armazi », même si elle peut être trouvée dans d'autres parties de la Géorgie. Le texte du bilingue d'Armazi a été traduit et publié par le professeur Guiorgui Tsereteli en 1941 : 
« Je suis Serapita, fille de Zevakh le Jeune, pitiakhch du roi Pharasman, et épouse de Iodmandagan, le victorieux de plusieurs conquêtes, maître de la cour de Khseparnoug, le grand roi des Ibères, et fils d'Agrippa, maître de la cour du roi Farsman. Malheur, malheur, pour l'amour de celle-ci qui n'était pas de plein âge, dont les années ne furent pas complétées, et qui fut si bonne et belle qu'aucune ne fut comme elle en excellence ; et elle mourut à l'âge de 21 ans. »
Avec le transfèrt de la capitale géorgienne de Mtskheta à Tbilissi à la fin du Ve siècle ou début du VIe siècle, Armazi entre dans un déclin progressif. Elle avait toujours son important commandant, un poste occupée en 545 par un certain Vistam. La ville est finalement détruite et rasée jusqu'au sol en 736 par le général arabe Marwan ibn Muhammad.
La ville d'Armazi n'a plus jamais été reconstruite depuis, mais un monastère orthodoxe géorgien dédié à Sainte Nino y a été construit entre 1150 et 1178. Celui-ci est une église à six absides qui est, tout comme ses structures associées, largement en ruines aujourd'hui, seuls des fragments d'une peinture murale du XIIe siècle ayant survécu.